# Камп-Релис (тауншип, Миннесота)
Камп-Релис (англ. Camp Release) — тауншип в округе Лак-ки-Парл, Миннесота, США. На 2000 год его население составило 293 человека.

## География
По данным Бюро переписи населения США площадь тауншипа составляет 75,9 км², из которых 75,9 км² занимает суша, водоёмов нет.

## Демография
По данным переписи населения 2000 года здесь находились 293 человека, 114 домохозяйств и 84 семьи.  Плотность населения —  3,9 чел./км².  На территории тауншипа расположено 120 построек со средней плотностью 1,6 построек на один квадратный километр. Расовый состав населения: 98,29 % белых, 0,34 % афроамериканцев, 1,02 % азиатов и 0,34 % приходится на две или более других рас.
Из 114 домохозяйств в 36,8 % воспитывались дети до 18 лет, в 67,5 % проживали супружеские пары, в 2,6 % проживали незамужние женщины и в 26,3 % домохозяйств проживали несемейные люди. 22,8 % домохозяйств состояли из одного человека, при том 12,3 % из — одиноких пожилых людей старше 65 лет. Средний размер домохозяйства — 2,57, а семьи — 3,05 человека.
27,6 % населения — младше 18 лет, 4,4 % — в возрасте от 18 до 24 лет, 25,9 % — от 25 до 44, 27,3 % — от 45 до 64, и 14,7 % — старше 65 лет. Средний возраст — 41 год. На каждые 100 женщин приходилось 95,3 мужчин.  На каждые 100 женщин старше 18 приходилось 94,5 мужчин.
Средний годовой доход домохозяйства составлял 34 286 долларов, а средний годовой доход семьи —  60 313 долларов. Средний доход мужчин —  36 875  долларов, в то время как у женщин — 23 393. Доход на душу населения составил 20 174 доллара. За чертой бедности находились 4,8 % семей и 6,1 % всего населения тауншипа, из которых 4,4 % младше 18 и 5,0 % старше 65 лет.